# Johnson Righeira
Johnson Righeira (né le 9 septembre 1960) est un musicien, producteur et acteur italien. Il est surtout connu comme le chanteur principal et le principal parolier du duo d'Italo disco Righeira. Après la dissolution du duo pour la deuxième fois en 2016, il poursuit une carrière solo et fonde le label Kottolengo Recordings.

## Biographie

### Jeunesse et études
Johnson Righeira est né Stefano Righi le 9 septembre 1960 dans le quartier Borgo Vittoria de Turin, de Freddie et Maria Teresa Righi. Il a une sœur plus jeune, Laura. En 1968, alors que Righi a 8 ans, sa famille déménage dans le quartier de Barriera di Milano.
Righi fréquente le lycée scientifique Albert Einstein de Turin. Il est influencé par la musique folklorique italienne, et Gipo Farassino est l'une de ses idoles d'écolier ; Vamos a la playa et L'Estate sta finendo ont été écrits en s'inspirant de Farassino.

### 1980-1983
À l'âge de vingt ans, en 1980, Righi sort son premier single, Bianca Surf / Photoni, qui sera réenregistré et sortira en 1981 sous le label CGD. Righi avait signé un contrat avec CGD avant même la création officielle de Righeira en 1983, mais il avait rencontré son ami et futur membre du duo Stefano Rota pendant qu'il fréquentait le lycée scientifique Albert Einstein à Turin. Le soir du Nouvel an 1981, Righi et deux de ses amis ont visité le studio de musique d'un ami à Florence lorsque Righi a eu l'idée d'une chanson intitulée Vamos a la playa. La chanson s'inspire des années 1960 et se veut une chanson de plage, post-atomique et électrique. Vamos a la playa est sortie en 1983 en tant que single et sur l'album Righeira, lorsque Righi faisait partie de Righeira, et est devenue un grand succès qui s'est vendu à des millions d'exemplaires dans le monde entier.

### Righeira (1983–1992, 1999–2016)
En 1983, Righi forme le duo Righeira avec son ancien camarade de classe, Stefano Rota. Ils se font connaître sous le nom de Michael et Johnson Righeira, après avoir décidé de devenir des « frères musicaux ». La même année, ils sortent leur premier album, Righeira, produit par La Bionda. La chanson Vamos a la playa a été retirée de la liste mais est devenue un tube pendant l'été de la même année. Après la sortie du single, Michael Righeira a été appelé au service militaire. Plus tard, le single No tengo dinero sort.
En 1985, l'album Bambini Forever sort. L'année suivante, Righeira participe au festival de musique de Sanremo avec la chanson Innamoratissimo. En 1987, le duo participe au concours de chant Zecchino d'oro avec la chanson Annibale et en 1988, ils sortent leur dernier single Compañero. En 1992, l'album Uno, Zero, Centomila passe inaperçu. En 1999, le duo se reforme et sort en 2001 une nouvelle version de Vamos a la playa. Le premier album solo de Righi, Ex punk, ora venduto, sort en 2006 sur le label Astroman. Mondovisione est le dernier album enregistré par le duo, qui a connu un succès modéré lors de sa sortie en mai 2007.

### Depuis 2016
En 2019, il sort le single dance Formentera avec La Bionda. En 2020, Righi fonde son propre label, Kottolengo Recordings. Le label est basé en Canavais, en Italie. Le 23 juillet 2021, Righi sort une version electro-krautrock de Vamos a la playa, remixée par le musicien et producteur de disques Gaudi, à l'occasion du 40e anniversaire de la sortie du single.

## Vie privée

### Drogue
Le 19 novembre 1993, Righi est arrêté à Padoue avec 37 autres personnes pour trafic de drogue et se retrouve en prison avec sa petite amie de l'époque, Silvia Lunardi. Il est resté en prison pendant cinq mois, jusqu'à ce que le procès le blanchisse complètement des accusations liées à la drogue. En 1995, le journal italien La Repubblica rapporte que Righi et Lunardi ont été condamnés à un an et quatre mois d'emprisonnement ainsi qu'à une amende de 2 millions d'euros. Righi décrivit plus tard la situation dans une interview : « Le monde s'est effondré sur moi, j'avais l'impression d'être dans une impasse... mes compagnons de cellule m'ont beaucoup aidé. »

### Politique et activisme
Stefano Righi est politiquement de gauche. Son ami, Marco Rizzo, est le chef du Parti communiste, pour lequel il a fait campagne lors des élections municipales de 2016 à Turin.

### Football
Righi est un grand amateur de football et a publiquement affiché son soutien à la Juventus F.C., ainsi qu'à la Royale Union saint-gilloise. En 2012, il devient fan du club de football belge, déclarant lors d'une interview : « J'étais à Bruxelles pour quelques jours et je voulais regarder le football. Mes amis m'ont alors parlé de la Royale Union Saint-Gilloise. Je suis tout de suite tombé amoureux. L'ambiance était tellement vieille école... c'était tout simplement merveilleux - comme lorsque j'allais au stade avec mon père pour la première fois quand j'étais enfant. »

## Discographie

### En solo

#### Albums studio
- 2006 : Ex punk, ora venduto
- 2013 : Italiani (avec Gianluigi Carlone et Giorgio Li Calzi)

#### Singles
- 1980 : Bianca Surf/Photoni
- 1987 : Yes I Know My Way/Nina yo te quiero
- 1991 : Carbonized (You Gotta Put Me On) (avec Aspro Marinetti)
- 1997 : Ripigliati! (avec Lisa Kant)
- 2016 : Sembra Impossibile (avec Nevruz)
- 2016 : Vamos a la playa (avec Pornosurf)
- 2019 : Mi piaccion le sbarbine (avec iPesci)
- 2019 : Venezia è una città bellissima (ma non ci vivrei mai) (avec Auroro Borealo)

#### Collaborations
- 1999 : Skiantos - Doppia dose
- 2011 : Subsonica - La Funzione
- 2018 : iPesci - Calippo
- 2018 : Powerillusi (Powerillusi and Friends avec la chanson Che bello, sto male[13])
- 2019 : Auroro Borealo - Adoro Borealo

### Avec Righeira

#### Albums studio
- 1983 : Righeira
- 1985 : Bambini Forever
- 1992 : Uno, Zero, Centomila
- 2007 : Mondovisione

#### Singles
- 1983 : Vamos a la playa
- 1984 : No tengo dinero
- 1984 : Tanzen mit Righeira
- 1984 : Hey Mama
- 1985 : L'Estate sta finendo/Prima dell'estate
- 1986 : Innamoratissimo (tu che fai battere forte il mio cuore)/Gli parlerò di te
- 1986 : Italians à go-go/3-D
- 1986 : Bambini forever/Arruinado
- 1987 : Oasi in città
- 1988 : Compañero
- 1989 : Garageamos/Adalas omaet
- 1990 : Ferragosto/Dimmi di no
- 1992 : Uno zero centomila
- 2001 : 2001: Vamos a la playa
- 2007 : La Musica electronica
- 2019 : Formentera (avec La Bionda)

## Filmographie

### Cinéma
- 2008 : Calibro70 - propre rôle (court-métrage)
- 2008 : Tanzen mit Righeira - propre rôle
- 2014 : Sexy Shop : client fou
- 2017 : Gipo, lo zingaro di Barriera - propre rôle

### Télévision
- 2009 : Nel nome del male : Malarico
- 2013 : Nord Sud Ovest Est - Tormentoni on the Road - propre rôle (un épisode)